# Katedra Świętej Teresy z Ávili w Suboticy
Katedra Świętej Teresy z Ávili (ser. Subotička stolna crkva (katedrala) svete Terezije, węg. A szabadkai Szent Teréz székesegyház (katedrális)) – główna świątynia rzymskokatolickiej diecezji subotickiej w Serbii. Mieści się w Suboticy przy placu Trg žrtava fašizma, pod numerem 3.
Została wybudowana w latach 1773–1779 w stylu barokowym według projektu architekta Franza Kaufmanna z Budapesztu. Wymiary katedry to długość: 61 metrów, szerokość: 26 metrów, wysokość: 18 metrów, wysokość wież kościelnych: 64 metry. Katedra znana jest ze swych obrazów ołtarzowych. Większość z nich jest autorstwa malarza z Budapesztu, Josefa Schoeffta, z wyjątkiem obrazu Świętej Rodziny namalowanego przez Kaspera Schleibnera z Monachium i obrazu Świętego Krzyża wykonanego przez Emmanuela Walcha z Innsbrucku. Ci malarze wykonali również malowidła na sklepieniach. Dekoracje ścienne są dziełem Johannesa Clausena z Zagrzebia. W latach 1972–1973 wnętrze świątyni zostało odnowione.